# Bonaventura Marrani
Bonaventura Marrani (ur. 2 maja 1865 w Ripie, zm. 1947) – włoski franciszkanin, generał Zakonu Braci Mniejszych w latach 1927–1933.

## Życiorys
Urodził się w 2 maja 1865 w Ripie (Perugia). Po wstąpieniu do franciszkanów  w 1880 roku w Prowincji Serafickiej w Asyżu i odbyciu studiów filozoficzno-teologicznych przyjął święcenia kapłańskie w 1887 roku. W 1897 wybrano go prowincjałem, zaś w 1901 sekretarzem zakonu. Podczas kapituły generalnej w 1903 został wybrany prokuratorem (ekonomem) zakonu oraz konsultorem Kongregacji ds. Biskupów i Zakonników. Po wygaśnięciu mandatu prokuratoreskiego powrócił do prowincji macierzystej, w której wybrano go ponownie prowincjałem w 1914 roku. Urząd pełnił do 1921 roku. Podczas kapituły generalnej w Porcjunkuli 4 czerwca 1927 został wybrany generałem. Za generalatu o. Marraniego rozbudowano rzymskie Antonianum, uzyskując dla niego prawo nadawania tytułów naukowych. Generał Marrani wypromował również Studium Biblicum Franciscanum w Jerozolimie, wzniósł Kolegium w Grottaferracie i wspierał centrum studiów w Quaracchi. W tym okresie opublikowano nowe wydanie Annales Ordinis Luke’a Waddinga. Generał Marrani postulował dalsze wydawanie Bullarium Franciscanum. Zakon wydał wówczas nowe Statuty formacji i studiów. Z inicjatywy generała Marrani papież Pius XI 21 sierpnia 1931 nadał Kościołowi klasztornemu św. Antoniego na Eskwilinie w Rzymie tytuł bazyliki mniejszej. Po wygaśnięciu mandatu generalskiego w 1933 roku udał się do klasztoru San Domenico w Spoleto. Zmarł w 1947 roku.